# Червеногръд тукан
Червеногръд тукан (Ramphastos dicolorus) е вид птица от семейство Туканови (Ramphastidae).

## Разпространение и местообитание
Разпространен е в Аржентина, Бразилия и Парагвай.